# La Gloire des canailles
 (juillet 2018).
Pour plus de détails, voir Fiche technique et Distribution.
La Gloire des canailles (Dalle Ardenne all'inferno) est un film de guerre ouest-germano-franco-italien réalisé par Alberto De Martino, sorti en 1967.
Une partie des scènes de ce film sont issues du film Sur ordre du Führer d'Enzo G. Castellari.

## Synopsis
Peu avant la fin de la Seconde Guerre mondiale, dans les Pays-Bas occupés, trois soldats américains ont réussi à s’enfuir d’un camp de prisonniers de guerre allemand. Leur objectif est d’atteindre Amsterdam qui est tout près. Ils soupçonnent que la Kommandantur de la ville renferme dans une chambre forte non seulement des documents très importants pour la guerre, mais aussi un trésor de diamants d’une valeur inestimable. Dans leur fuite, les fugitifs reçoivent le soutien de la résistance néerlandaise. C’est pourquoi le général SS allemand Hassler fait fusiller 30 habitants - au grand mécontentement du général von Keist, commandant de la ville, qui craint pour l’armistice de fait avec les partisans néerlandais.
Le groupe constitué autour des trois évadés enlève Kristin von Keist, la jeune épouse du général, afin de pouvoir pénétrer plus facilement avec son aide dans la Kommandantur. Ils connaissent les véritables origines de Kristin et parviennent à la mettre de leur côté. Mais bientôt la jeune femme est bien forcée de découvrir que dans le groupe tout le monde n’agit pas pour des motifs honorables, parce que tout ce que visent les trois prisonniers de guerre évadés, c’est seulement le trésor, les diamants, qu’ils comptent bien garder pour eux.
Quand finalement le groupe est en mesure de prendre les diamants, il a immédiatement sur le dos l’armée du général von Keist et peu après également les troupes du général SS Hassler. En fin de compte, l’affaire se termine au milieu d’une bataille entre les parachutistes américains et la Wehrmacht. L’affaire se termine par la victoire des Américains et les trois évadés sont cette fois sous la garde de l’armée américaine.

## Fiche technique
Sauf indication contraire, les informations mentionnées dans cette section peuvent être confirmées par la base de données cinématographiques IMDb,  présente dans la section « Liens externes ».
- Titre original: Dalle Ardenne all'inferno
- Titre français : La Gloire des canailles ou Des Ardennes à l'enfer[2]
- Titre allemand : Und Morgen fahrt ihr zur Hölle[3]
- Réalisation : Alberto De Martino
- Scénario : Dino Verde et Vincenzo Mannino
- Musique : Ennio Morricone, Bruno Nicolai
- Durée : 105 minutes
- Pays :  Italie -  France -  Allemagne de l'Ouest
- Date de sortie :
  - Italie : 21 décembre 1967 (Rome) ; 13 janvier 1968 (Milan)
  - France : 8 mai 1968
  - Allemagne de l'Ouest : 12 juillet 1968

## Distribution
- Frederick Stafford (VF : Jean-Claude Michel) : Joe Mortimer, Sesame
- Daniela Bianchi (VF : Nicole Favart) : Kristina von Keist
- John Ireland (VF : Jacques Balutin) : capitaine O'Connor
- Curd Jürgens (VF : Lui-même) : général Edwin von Keist
- Michel Constantin (VF : Lui-même) : sergent Rudolph Petrowsky
- Helmuth Schneider (VF : Philippe Mareuil) : général Hassler
- Adolfo Celi (VF : Jean-Paul Moulinot) : Luc Rollman
- Fajda Nicol : Magda
- Jacques Monod (VF : Lui-même) : le partisan
- Anthony Dawson (VF : Roger Tréville) : le colonel américain